# 캐나다 전기법
캐나다 전기법(The Canadian Electrical Code, CE code, or CSA C22.1)은 캐나다 표준 협회에서 캐나다의 전기관련 기기 및 설비와 설치, 유지에 대해 제정하고 출판하는 규정이다.
캐나다 전기법의 초판은 1927년에 발행되었다. 현재(25번째) 개정판은 2021년 4월에 발행되었다. 이제 코드 개정은 3년 주기로 예정되어 있다. 강령은 업계와 다양한 수준의 정부에서 온 많은 자원 봉사자들에 의해 작성되었다. 이 강령은 허용되는 연결 방법을 자세히 설명하는 규범적 모델을 사용한다. 현재 개정판에서 코드는 안전한 설치를 보장하기 위해 다른 방법을 사용할 수 있음을 인정하지만 이러한 방법은 특정 관할권에서 코드를 시행하는 당국에 허용되어야 한다.
캐나다 전기법은 캐나다 전역의 배선 규정의 기초 역할을 한다. 일반적으로 법률은 일반적으로 지역 조건에 맞게 코드를 수정하는 변경 일정과 함께 참조로 코드를 채택한다. 이러한 수정 사항은 본질적으로 행정적이거나 해당 지역에 특정한 기술적 내용으로 구성될 수 있다. 강령은 민간 기관에서 제작한 저작권이 있는 문서이므로 캐나다 표준 협회의 저작권 허가 없이 배포할 수 없다.
강령은 섹션으로 나뉘며 각 섹션에는 짝수와 제목이 붙는다. 섹션 0, 2, 4, 6, 8, 10, 12, 14, 16 및 26에는 일반적으로 설치에 적용되는 규칙이 포함되어 있다. 나머지 섹션은 보완적이며 특정 위치 또는 상황에서의 설치 방법을 다룬다. 일반 섹션의 몇 가지 예에는 접지 및 본딩, 보호 및 제어, 도체 및 정의가 포함된다. 보충 섹션의 몇 가지 예에는 젖은 위치, 위험 위치, 환자 치료 영역, 비상 시스템 및 임시 설치가 포함된다. 특정 설치에 대한 요구 사항을 해석할 때 코드의 보충 섹션에 있는 규칙이 코드의 일반 섹션에 있는 규칙을 수정하거나 대체한다.
캐나다 전기법은 차량, 전기 또는 통신 유틸리티가 운영하는 시스템, 철도 시스템, 항공기 또는 선박에는 적용되지 않는다. 이러한 설치는 이미 별도의 문서로 규제되기 때문이다.
캐나다 전기법은 여러 부분으로 나누어 발행된다. Part I은 전기 설비에 대한 안전 표준이다. 파트 II는 전기 장비 또는 설비 평가를 위한 개별 표준 모음이다. (파트 I은 전기 제품이 파트 II 표준에 대한 승인을 받도록 요구한다.) 파트 III은 배전 및 전송 회로에 대한 안전 표준이다. 파트 IV는 특정 산업 또는 기관 설치에서 사용할 수 있는 목표 기반 표준 세트이다. 6부는 주거용 건물의 전기 설비 검사에 대한 표준을 설정한다.
캐나다 전기법의 기술 요구 사항은 미국 일렉트릭 코드(National Electrical Code)의 요구 사항과 매우 유사하다. 특정 차이점이 여전히 존재하며 하나의 코드에서 허용되는 설치가 다른 코드를 완전히 준수하지 않을 수 있다. 두 강령 사이의 기술 요구 사항의 상관 관계가 진행 중이다.
여러 CE 코드 파트 II 전기 장비 표준이 CANENA를 통해 미국 및 멕시코의 표준과 조화를 이루었다. 미주 전기 기계 표준 조화 위원회(CANENA)는 서반구의 전기 코드를 조화시키기 위해 노력하고 있다.